# Sherwood (Michigan)
Sherwood – wieś w Stanach Zjednoczonych, w stanie Michigan, w hrabstwie Berrien.